# Tellervo arikata
Tellervo arikata är en fjärilsart som beskrevs av Hans Fruhstorfer 1910. Tellervo arikata ingår i släktet Tellervo och familjen praktfjärilar. Inga underarter finns listade i Catalogue of Life.